# Bélley Pál
Bélley Pál (Budapest, 1925. február 18. – Budapest, 1976. április 26.) bibliográfus, újságíró.

## Életpályája
1948-ban bölcsészdoktori oklevelet szerzett a budapesti egyetemen. Ugyanezen évtől a rádió külső munkatársa és az Országos Széchényi Könyvtár alkalmazottja, 1953-tól osztályvezetője volt.
Művelődéstörténeti (Új bibliográfiai füzetek) és könyvészeti (Magyar bibliográfiák bibliográfiája) sorozatot indított.

## Művei
- Die Bibliographie in den europaischen Landern der Volksdemokratie. (Lipcse, 1960)